# ایرانزو
ایرانزو (Iranzu) پیشوای نخست قبایل ماننایی یعنی یکی از شش قبیلهٔ ساکن در غرب فلات ایران در سال -۷۲۸ پ.م. - بود. دولت نیمه مستقل ایرانزو در آن زمان تحت محاصره و فشار دول مقتدر آن دوران یعنی آشور، اورارتو، و عیلام قرار داشت. سالنامه‌های سارگون دوم ماننا را متحد درجهٔ اوّل آشور در کوهستان زاگرس برمی‌شمارد.

## دورهٔ کوتاه ایرانزو

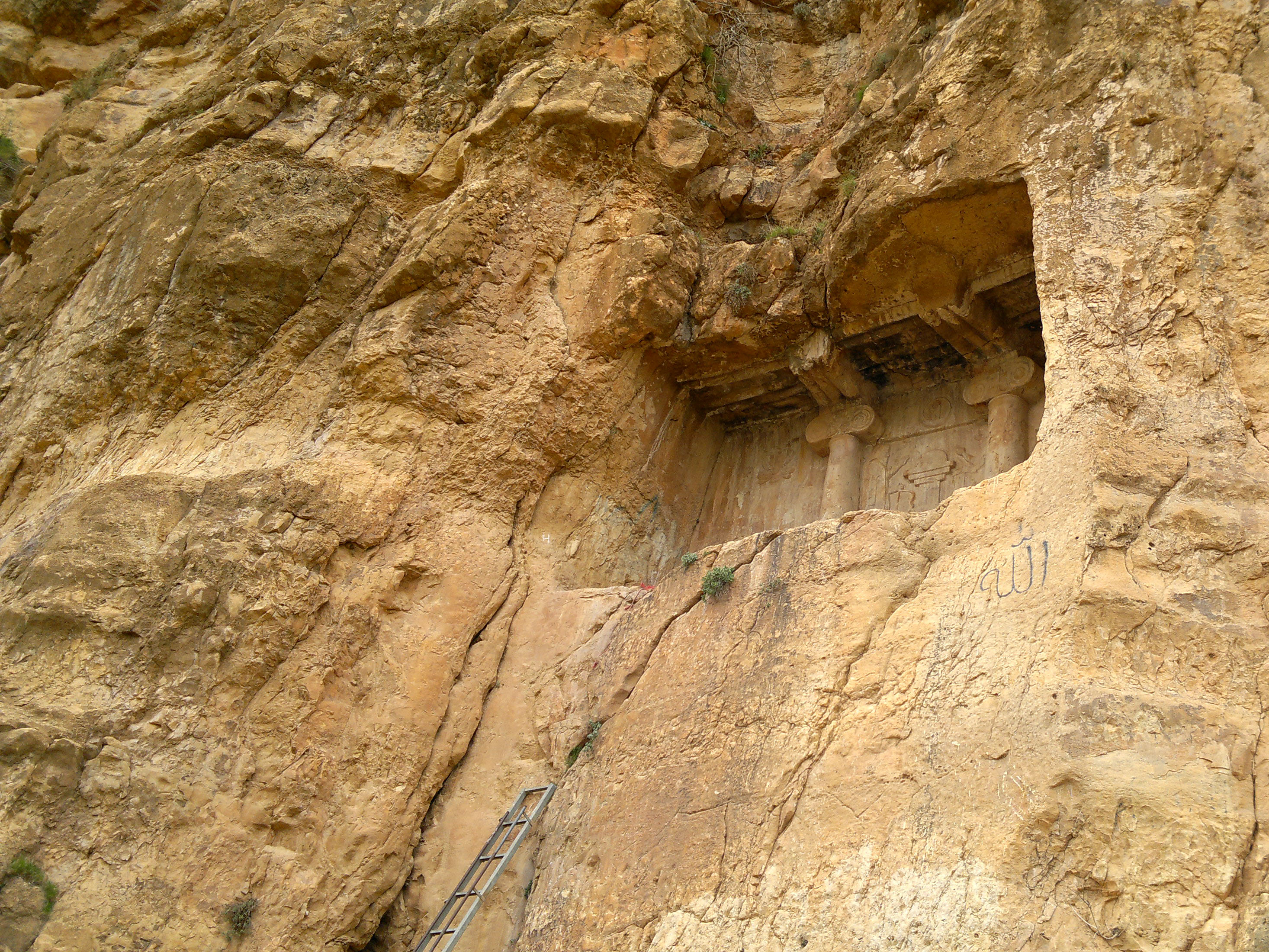
مقبره قیزقاپان اراضی ماننا

قدرت فوق‌العادهٔ ماننا در عهد ایرانزو و تبدیل آن به یک دولت درجهٔ اوّل، پادشاهی‌های نیمه مستقل اطراف را که فرمانفرمایانشان متمایل به استقلال از آشور بودند ناراحت ساخته بود مانند دیوک و متاتی. شکّی نیست که دولت ماننا، مانند دیگر حکومت دولت‌های برده‌دار آن زمان بار سنگینی بر دوش مردم بود؛ ولی تجزیه طلبی شاهکان نیز در اکثر موارد جنبهٔ مخالفت با ترقی داشت. زیرا که بزرگان و اعیان می‌کوشیدند در سرزمین‌های بسیار کوچک خود فرمانروای بی‌بندوبار باشند و این خود از ایجاد یک دولت مقتدر مانع می‌شد و پیدایش قومییت را به تأخیر می‌افکند و کشور را بدست کشورگشایان بیگانه می‌سپرد و به هر تقدیر چنین سرنوشتی از لحاظ مردم، از حکومت شاهان ماننایی بدتر بود.
دولت ماننا در واقع یک اولیگارشی یا حکومت چند خاندان مقتدر بود و بالضروه از منافع بزرگان اصیل ماننا، به زیان افراد عادی و آزاد و حتی برده‌داران غیر اصیل دفاع می‌کرد. بدین سبب در داخل آن کشور نیز نارضایی عامهٔ خلق روزافزون بود. اگر فرمانروایی به جنبش وسیع قشرهای مردم تکیه می‌کرد واقعاً می‌توانست دولتی قوی به وجود آورد؛ ولی در قرن هشتم پ.م. چنین فرمانروایی وجود نداشت و جنبش هم هنوز نارس بود. جز عصیان‌های تجزیه طلبانهٔ برخی شاهکان چیزی مشهود نبود. چون در سیاست خارجی عامل اصلی همانا رقابت میان دولت‌های بزرگ آشور و اورارتو و عیلام و ماننا بود. وقایع سیاست خارجی نیز به صورت خیانت‌های کوچک و تغییر جبههٔ فرمانفرمایان و حکّام جزء، که گاهی بسوی این و دمی بسوی آن دولت تجلی می‌کردند، یا در لشکرکشی‌های تنبیهی و دسیسه‌های اورارتو و آشور و تحریکات متقابل و غیره تجلی می‌کرد.
دولت ایرانزو که از سه دولت دیگر ضعیفتر بود ناگزیر می‌بایست دائماً از تناقض‌های موجود میان دیگر دول استفاده کند و گاهی هم برتری آن‌ها را بپذیرد. ایرانزو در آن زمان بیشتر به آشور تمایل نشان می‌داد. در متون آشوری سارگون دوم حتی بارها گفته شده‌است که ماننا تابع دولت آشور بوده و این خود علّت مداخلات مکرر آشور در امور ماننا قلمداد گشته؛ ولی این گفته با حقیقت مطابق نیست. آشوریان جز در موارد معدودی که وضع ماننا مساعد نبود، در دیگر احوال با دولت مزبور نه چون کشور تابع بلکه مانند متحد و همکار رفتار می‌کردند.

### استمداد ایرانزو از آشوریان
بار اول آشوریان به خواهش ایرانزو در سال ۷۱۹ پ.م در امور داخلی ماننا مداخله کردند. دو دژ ماننایی بنام شوآن‌داخول و دور دوکّا از تحت فرمان ایرانزو بدر شده بودند. پیادگان و سواران متاتی زیکرتویی به آن‌ها در این شورش کمک کرده بودند. گذشته از این سه قلعهٔ سوکا، بالا و آبی‌تیکنا با روسای یکم پادشاه اورارتو پیمان بستند. سارگون دوم پادشاه جدید آشور دسته‌هایی برای محاصرهٔ قلاع به کمک ایرانزو گسیل داشت. قلاع مسخّر شدند و طبق رسم بسیار قدیم مشرق زمین که دربارهٔ اتحادیه‌های نظامی مرعی و مجری بود، عمل شد. یعنی ساکنان دژ و اموال منقول را آشوریان بردند زمین و حصار تحویل ایرانزو گشت.
این وقایع در زمان حیات ایرانزو که محتملا پیر شده بود رخ داد و مقدمهٔ پیش آمدهای خطیرتری به‌شمار می‌رفت که بعد از مرگ او در بحبوحهٔ مبارزه‌ای که بخاطر تاج و تخت میان فرزندان وی درگرفت، وقوع یافت. ایرانزو قبل از سال - ۷۱۶ - در گذشت.

#### جانشینان ایرانزو
- اَزا. پسر ایرانزو. بغداد (Bagdattu)، فرمانروای محلی اوئیش‌دیش (حدود مراغه امروزی) به همراه چند فرمانروای دیگر علیه اَزا، پسر و جانشین ایرانزو شورید.[۴] ازا پس از بقدرت رسیدن در توطئه‌ای کشته شد.
- اولوسونو: پس از اَزا به‌قدرت رسید اما میان بزرگان ضد آشوری در محاصره بود.

در واقع فرزندان ایرانزو دیگر نتوانستند موقعیت ماننا را حفظ نمایند و دولت کوچک و تازه پای دیوک جای آن را می‌گرفت از طرفی روسا پیشوای اورارتو متحد دیوک داشت نیرو می‌گرفت و به متصرفات آشور شبیخون می‌زد. در نتیجه پس از زمانی کوتاه انهدام نینوا پایتخت آشور توسط مادها و اورارتوها به واقعیت پیوست.

## تکلیف ماد در برابر ماننا
کشور کوچک مادا به رهبری دیاکو و سلف پادشاهی بزرگ ماد در دوران ایرانزو تحت انقیاد ماننا قرار داشت ولی دیوک اعتمادی به ماننائیان نداشت و بیشتر با روسا دشمن اصلی آشور عهد و میثاق داشت. نگرانی‌های آشوریان باعث شد بارها در طی سال‌های - ۷۴۴ تا ۷۱۵ پ.م. - از دوران تیگلت پیلسر سوم و سارگون دوم به سرزمین اتحادیه قبایل ماد لشکرکشی شود و چنین به نظر می‌رسد که سارگون دوم توسط یکی از قبایل جنگجوی زاگرس‌‌نشین یعنی کولومیان هلاک شده باشد.

## سکنه ماد و ماننا

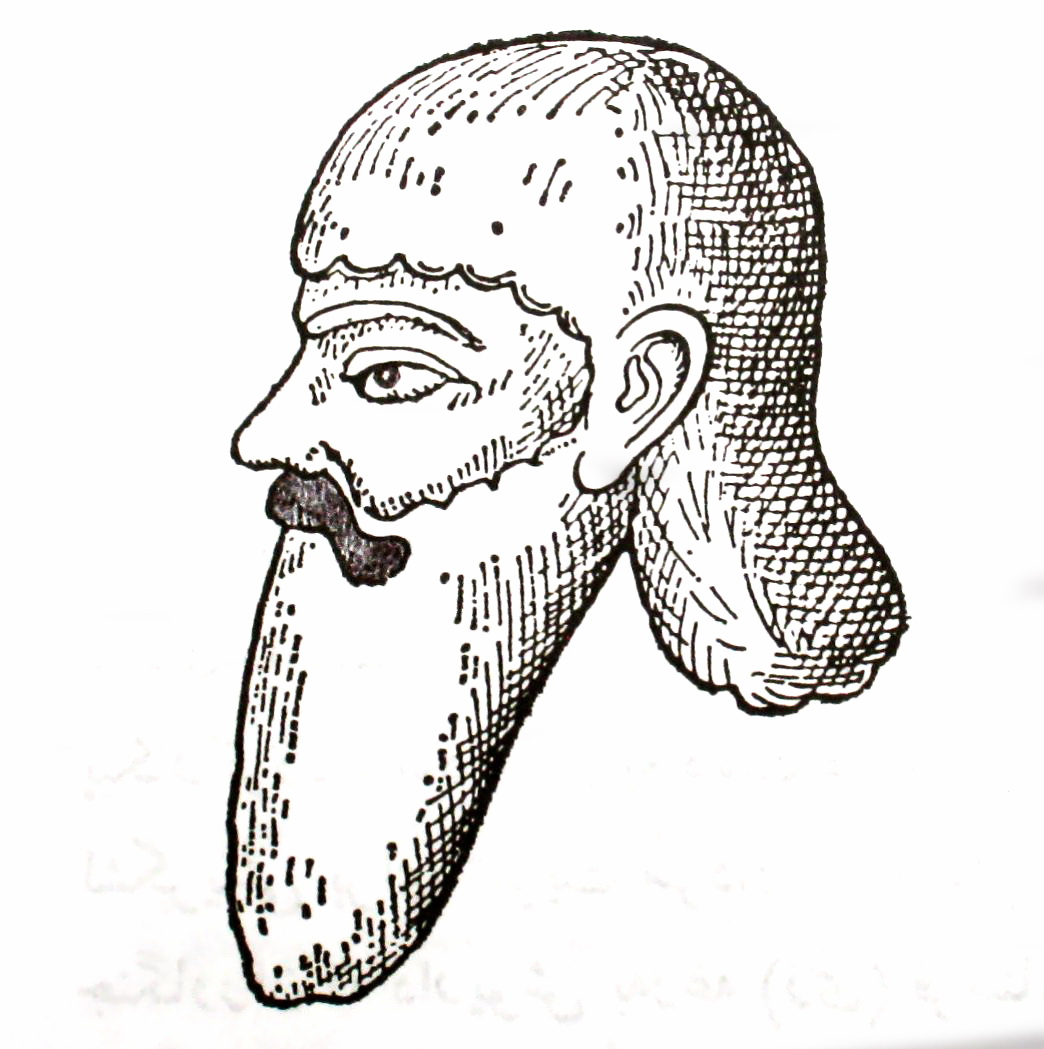
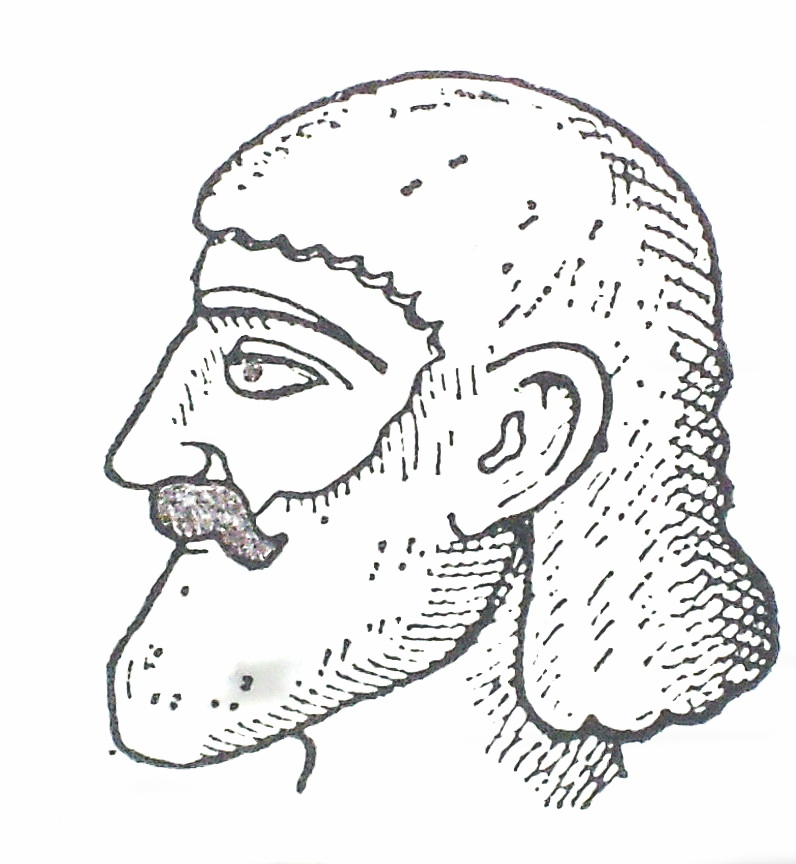
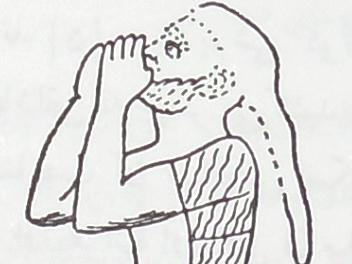
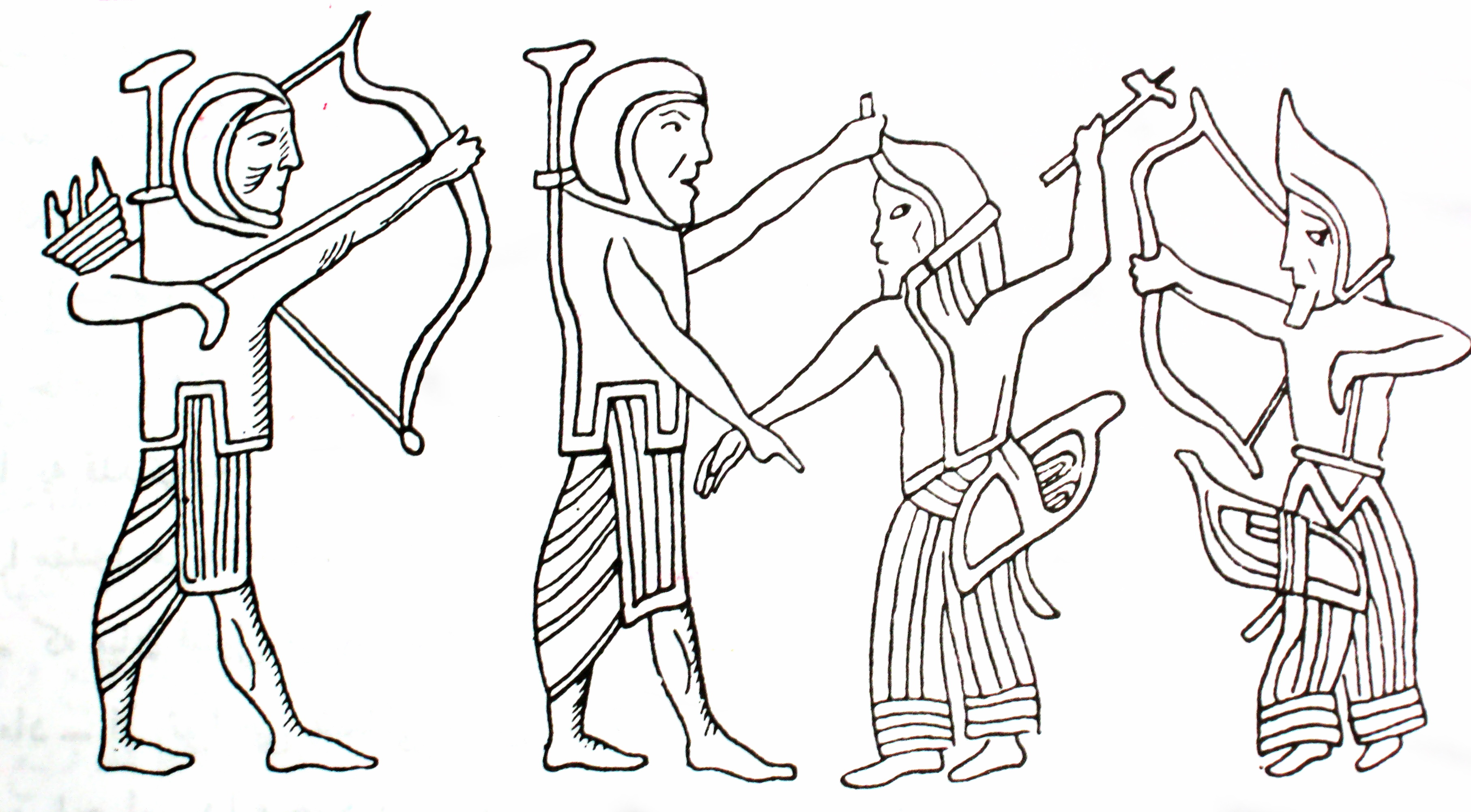
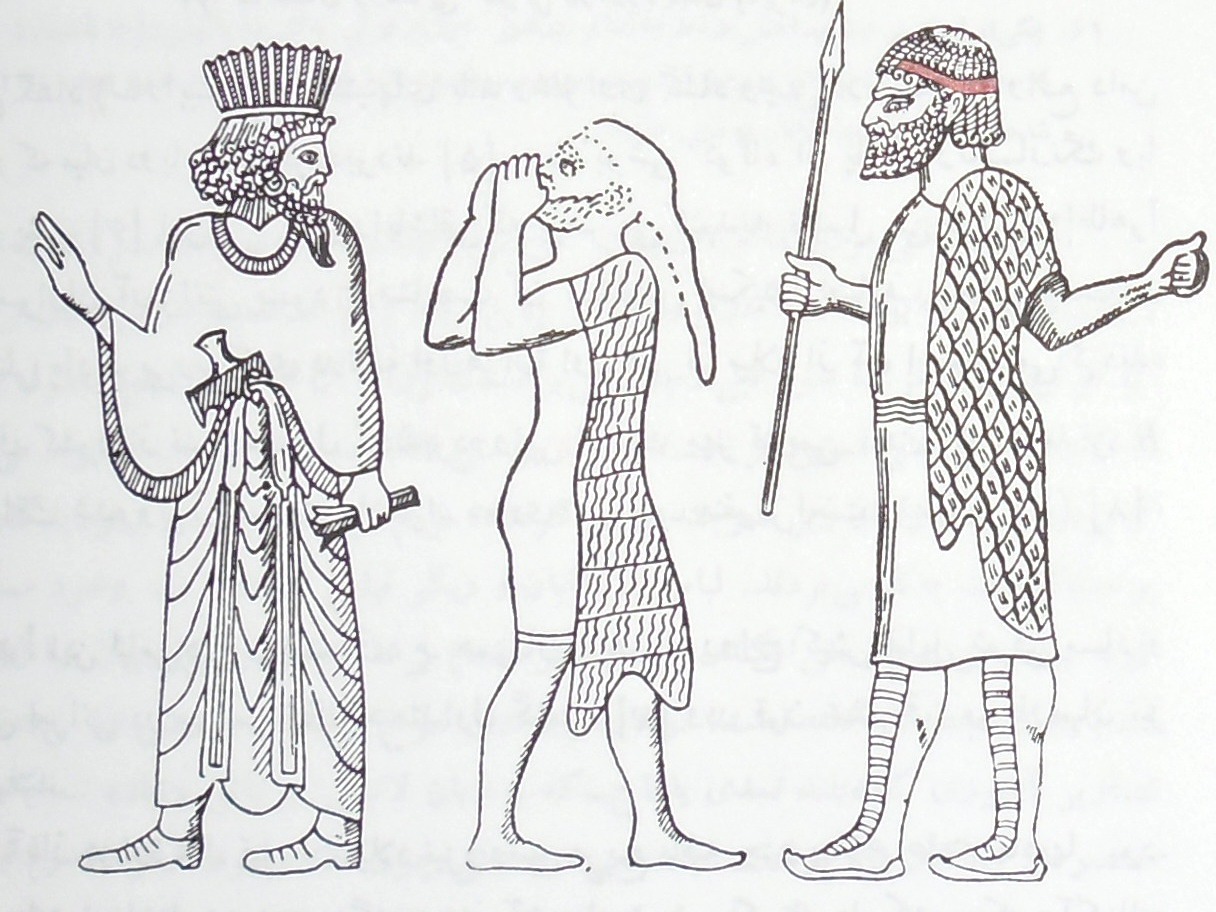
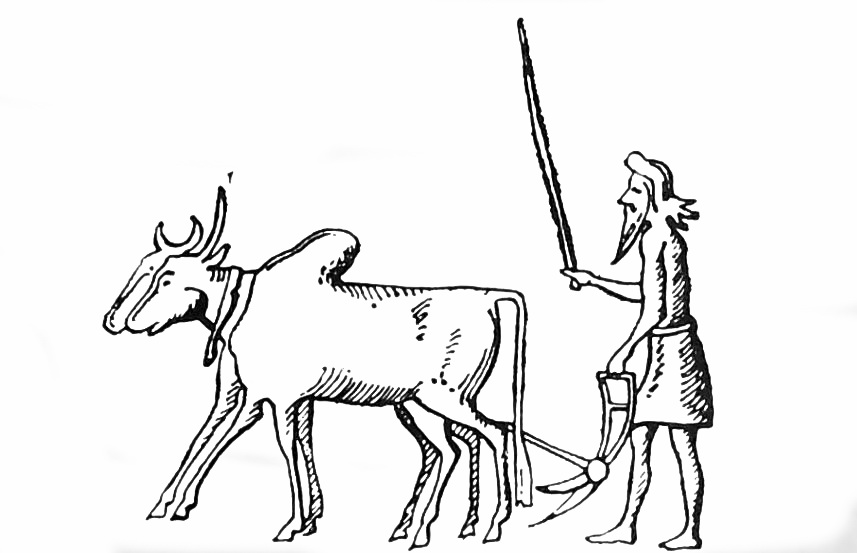
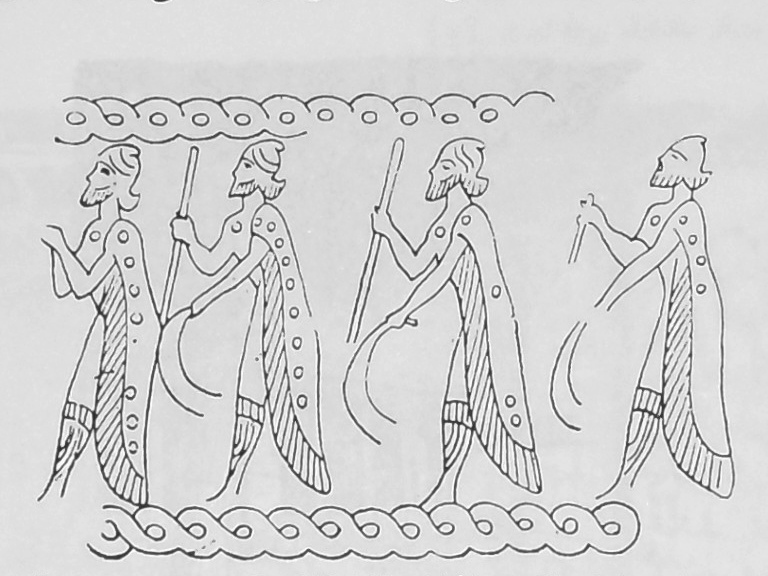
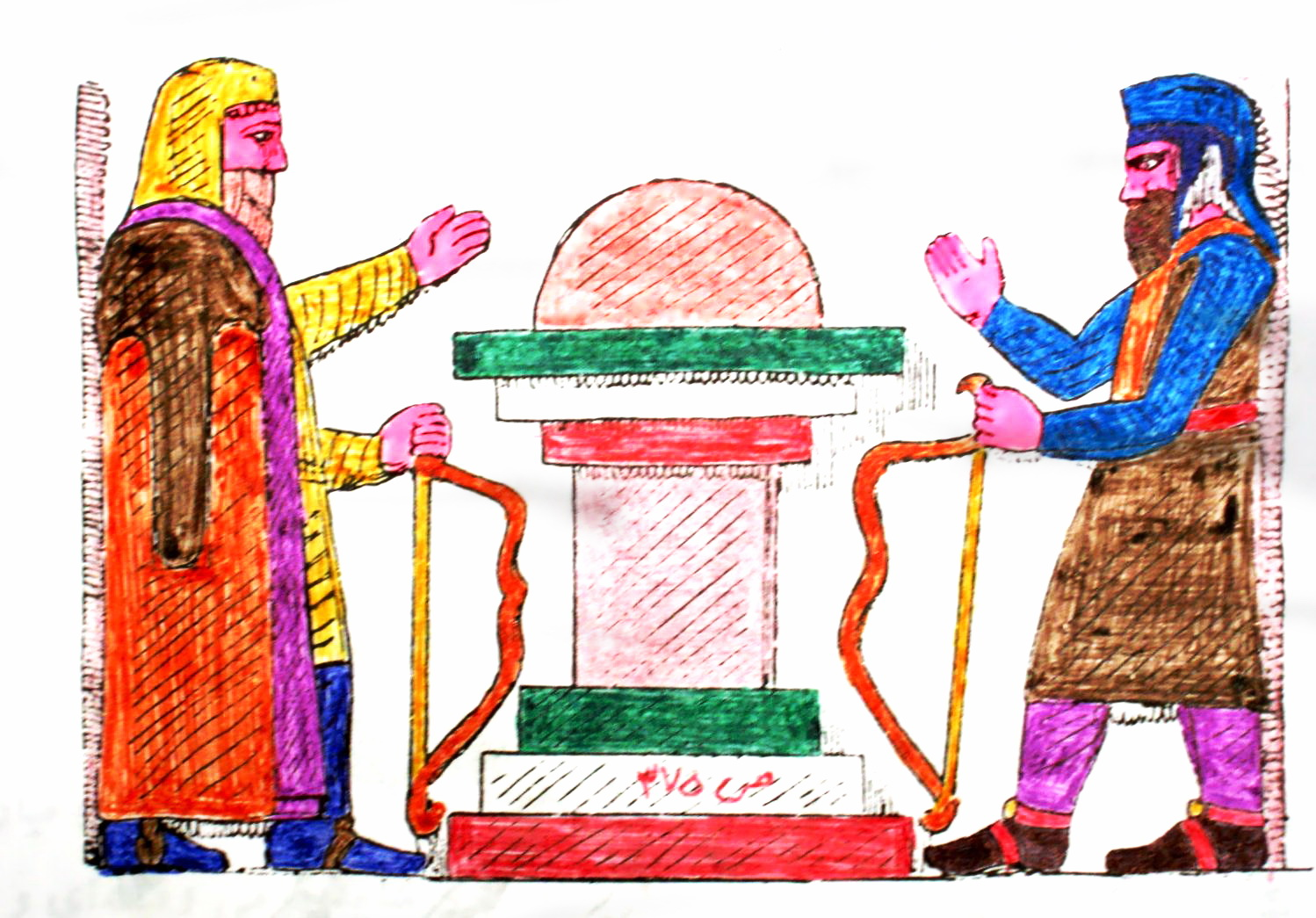
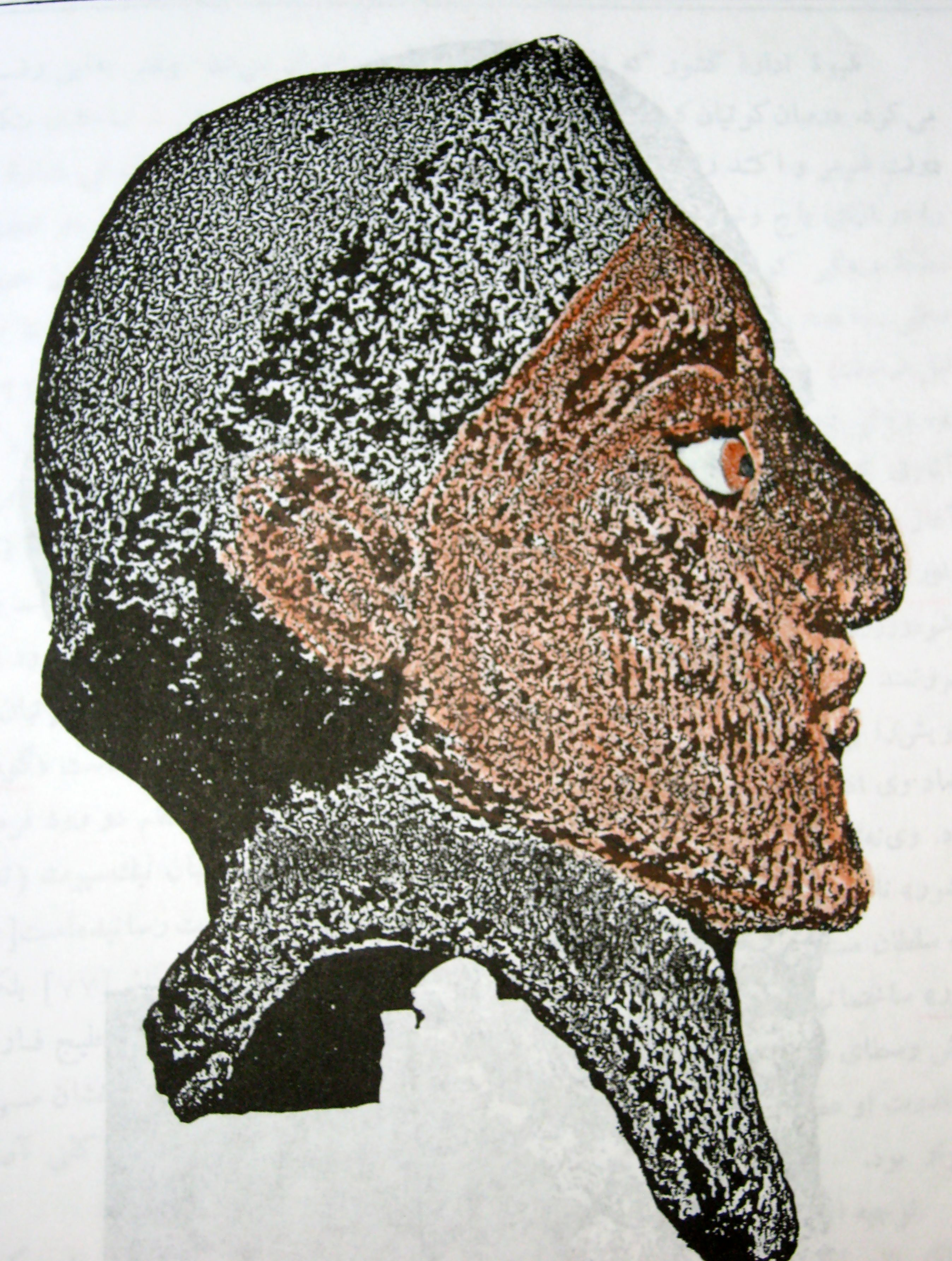
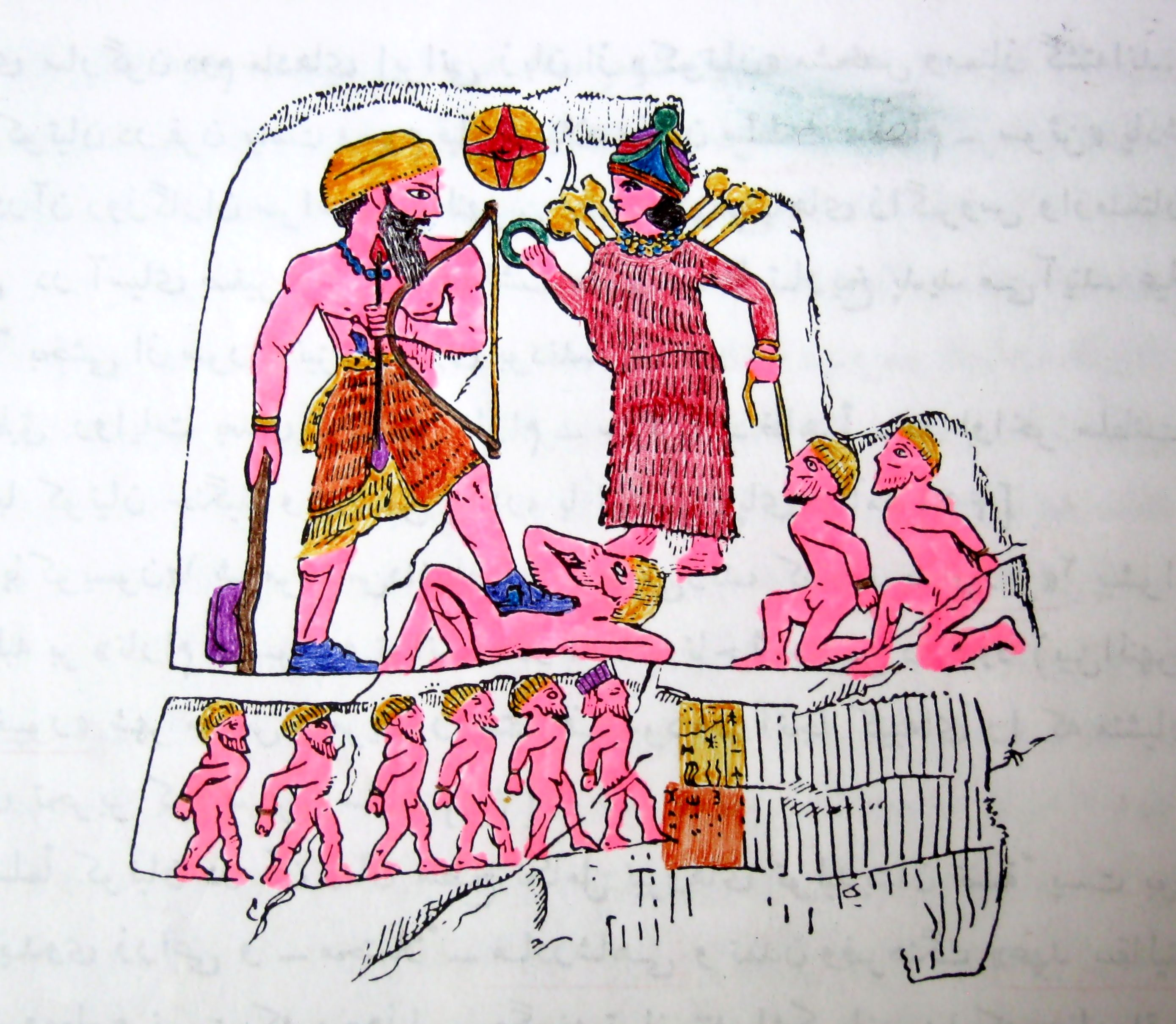

آغاز هزارهٔ یکم پ.م.